# NGC 159
NGC 159 je galaksija u zviježđu Feniks.

## Vanjske poveznice
- SEDS: NGC 0159